# Laboratoires Pierre Fabre
Laboratoires Pierre Fabre est un groupe pharmaceutique et dermo-cosmétique français, créé en 1962 à Castres (Tarn) par Pierre Fabre, pharmacien et botaniste castrais. Depuis juillet 2018, le groupe a pour directeur général Eric Ducournau, auparavant directeur général de la division dermo-cosmétique (de 2012 à 2018).
Le groupe est majoritairement détenu par une fondation reconnue d'utilité publique, la Fondation Pierre Fabre à la suite d'une donation faite par son créateur en 2008. L'entreprise était en 2014 le 3ème laboratoire pharmaceutique français. En 2025, elle est la 2e entreprise de dermo-cosmétique au monde.
L'entreprise fait l'objet de critiques ou d'affaires judiciaires dans les années 2010 et 2020. La dangerosité d'un des médicaments anti-acnéique des Laboratoires, Curacné, ainsi que l'implication de l'entreprise dans le projet d'autoroute A69 provoquent des couvertures médiatiques importantes voire des plaintes.

## Histoire
En 1962, le Groupe Pierre Fabre est créé à Castres.
La même année, le premier veinotonique Cyclo 3, premier médicament du Groupe, est mis au point.
En 1963, le Groupe Pierre Fabre acquiert les Laboratoires Inava et les premiers produits de santé voient le jour. En 1965, il rachète les Laboratoires Klorane, qui sont le point de départ des activités en dermo-cosmétique. En 1968, le premier centre de recherche Pierre Fabre à Castres (CRPF) est lancé. En 1969, Pierre Fabre acquiert les Laboratoires Ducray.
En 1970, les premières filiales à l'étranger sont créées en Espagne, au Portugal, en Italie et en Allemagne. En 1977, les Laboratoires Galénic sont créés. En 1978, Pierre Fabre acquiert la marque René Furterer.
En 1984, création de Pierre Fabre Dermatologie (PFD). En 1986, Pierre Fabre Japon est créé en coentreprise avec Shiseido. En 1989, Vinorelbine obtient son autorisation de mise sur le marché. Les laboratoires Avène sont créés. En 1990, la station thermale d’Avène rouvre. Le centre d’immunologie Pierre Fabre de Saint-Julien-en-Genevois est inauguré.
En 1996, Navelbine, obtient son autorisation de mise sur le marché. En 1999, un centre de recherche sur les substances naturelles (CRSN) en partenariat avec le CNRS, est créé à Toulouse. En 1998, le groupe Fabre regroupe ses activités médias sous le nom de Sud Communication. En 2000, le siège international de Pierre Fabre Dermo-cosmétique de Lavaur est inauguré.
En 2001, Navelbine, par voie orale, obtient son autorisation de mise sur le marché. En 2002, le Centre européen de Recherche sur la Peau et les Epithéliums de Revêtements (Cerper) ouvre ses portes à l’hôpital Saint-Jacques de Toulouse. La même année, Pierre Fabre acquiert les laboratoires Genesis basés aux États-Unis. Toujours la même année, le centre Carla Université est créée à Sorèze, et propose aux professionnels de santé des services de formation (elle devient en 2008 l'école de formation des professions de santé de Sorèze). En 2003, un accord pour le développement et la commercialisation de Milnacipran dans le syndrome fibromyalgique (SFM) est conclu avec Cypress Bioscience. Carla Services est créée, elle propose des services d’accompagnement pour le développement et la gestion de l’officine. En 2004, un accord de recherche et de développement est conclu pour l’anticorps monoclonal F50035, avec MSD, dans le domaine du cancer. La marque Avène est lancée en Chine. Les Laboratoires Elusept sont créés.
En 2005, le capital est ouvert aux salariés de l’entreprise. Les Laboratoires Dolisos et Boiron fusionnent. Le Groupe Pierre Fabre détient 15 % du capital de cette nouvelle entreprise. Le Groupe annonce qu’il participera au Cancéropôle Grand Sud-Ouest avec l’ouverture en 2009 d’un centre de recherche rassemblant 700 personnes. En novembre 2005, Sud Radio ainsi que Wit FM (détenu par les laboratoires Pierre Fabre) sont vendus à la société Sudporters groupement contrôlée par le groupe orléanais Start et codétenu avec Alouette des Herbiers et Scoop de Lyon ainsi que la société FEDERI. En 2006, Pierre Fabre acquiert à hauteur de 70 % la société brésilienne Darrow Laboratorios spécialisée dans les produits d'oncologie et de dermo-cosmétique. En 2007, Pierre Fabre acquiert la gamme de médicaments OTC de la société UCB Pharma et finalise un accord avec la filiale allemande de Zambon portant sur la reprise de l'exploitation et de la distribution de son portefeuille de produits. Le 29 août 2008, Pierre Fabre annonce avoir fait don de 65 % des parts de son entreprise à la Fondation Pierre Fabre. En 2008, Pierre Fabre fait appel à Jean-Pierre Garnier, ancien président du second groupe pharmaceutique mondial GlaxoSmithKline, et le nomme directeur général et président du directoire de Pierre Fabre SA. Pierre Fabre assure la présidence du conseil de surveillance de Pierre Fabre SA,.
Le 1er septembre 2010, Olivier Bohuon remplace Jean-Pierre Garnier avant d'être rapidement remplacé par Jacques Fabre, le neveu du fondateur. Jacques Fabre prend sa retraite en 2012. Didier Miraton lui succède. À la suite du décès de Pierre Fabre, survenu le 20 juillet 2013, une nouvelle direction est mise en place. Bertrand Parmentier est nommé directeur général. 
En décembre 2014, le groupe annonce aux syndicats la suppression de 551 postes en France (dont près de 200 en Midi-Pyrénées) et à Barcelone, lors d'un comité central d'entreprise. Les filières Recherche & Développement et Promotion Médicale sont concernées. Un plan stratégique intitulé Trajectoires 2018 est lancé. Bien que des promesses de reclassement dans d'autres filières du groupe aient été faites en Midi-Pyrénées, des syndicats expriment leur inquiétude quant à de possibles licenciements.
Éric Ducournau succède à Bertrand Parmentier le 2 juillet 2018. En mars 2025, Marie-Andrée Gamache est nommée directrice de la division Pierre Fabre Medical Care.

## Données économiques et financières
Le groupe Pierre Fabre compte 9 650 salariés, dont 57 % en France et 43 % à l'international, dans 43 implantations. Son revenu global s'élève à 3 milliards € en 2025. 71 % de ses revenus sont réalisés à l’international. Les produits Pierre Fabre sont distribués dans 116 pays[réf. souhaitée].
Le groupe est organisé autour de trois activités : médicament, santé familiale/auto-médication, dermo-cosmétique[réf. souhaitée].

## Partenariats

### En amont: partenariat public/privé
- Le Centre européen de recherche sur la peau (CERPER), à Toulouse. Ce laboratoire mixte réunit les hôpitaux de Toulouse, l’Université Paul Sabatier et le Groupe Pierre Fabre. Ce centre mène des programmes de recherche sur la peau, en biologie cellulaire et en biométrologie[réf. souhaitée] ;
- L’Institut de sciences et technologies du médicament de Toulouse (ISTMT), centre spécialisé dans la recherche sur les substances naturelles. Prolongement du partenariat initié avec le CNRS depuis 1983, l’ISTMT regroupe trois unités mixtes de recherche[réf. souhaitée] ;
- L'Institut catholique de Toulouse : création d’une chaire de recherche et de formation sur les thématiques du droit, de l’éthique et de la santé[21].

### En aval: partenariat avec des industriels
- Accord tripartite entre Pierre Fabre Médicament, Cypress Bioscience et Forest Inc. pour le développement et la commercialisation de Milnacipran aux États-Unis dans l’indication « Fibromyalgie » ;
- Accord de recherche et de développement ainsi qu’un accord de licence avec Merck & Co. pour le programme autour d’un anticorps monoclonal ;
- Partenariat commercial avec la start-up Même, qui commercialise des soins pour la peau pour les patients sous traitements anti-cancéreux, et entrée dans son capital[22].
- Partenariat de développement d'un outils de diagnostic urologique en vie réelle avec la start-up BioSerenity[23].
- Signature d'un accord de collaboration et de licence avec Scorpion Therapeutics pour le co-développement et la commercialisation de deux molécules STX-721 et STX-241 pour le traitement des patients atteints de cancer du poumon « non à petites cellules ». Selon les deux laboratoires, ces inhibiteurs de nouvelle génération seraient en mesure de traiter plus de 90 % des mutations[24].

## Critiques

### MédicamentCuracné
Les Laboratoires Pierre Fabre sont le fabricant de Curacné, un générique du Roaccutane, un médicament anti-acnéique contenant de l'isotrétinoïne. Les génériques sont consommés par plus de 120 000 personnes en France chaque année. Plusieurs enquêtes (Mediapart par exemple) pointent les nombreux effets secondaires (problèmes physiques, troubles psychiatriques, suicide etc.).
Des parents de victimes ont créé l'Association des Victimes du Roaccutane et Génériques (AVRG), qui travaille avec l'Agence nationale de sécurité du médicament et des produits de santé (ANSM). Elle vise notamment les Laboratoires Pierre Fabre. Elle n'existait plus en 2024.
En 2013, le président de l'association recense une soixantaine de suicides suspects constatés en Suisse et en France sur plusieurs années, invoquant Roaccutane ou ses génériques. En 2022, 32 patientes et patients sous Curacné ont signalé un trouble psychiatrique.
En 2023, un groupe Facebook français réunit 2 400 personnes (2 500 en 2025) se présentant comme victimes de Roaccutane et de ses génériques, selon RMC. Celui-ci devient le groupe d'une nouvelle association, VIRAG (Victimes de l'Isotrétinoïne - Roaccutane et Autres Génériques). L'association a été créée en 2024 pour représenter les personnes concernées et demander plus de règles autour de la prescription et de la délivrance des génériques. Mais également obtenir une plus grande surveillance du corps médical.

### Autoroute A69
Le groupe Pierre Fabre est à l'origine du projet contesté d'autoroute A69 dont la construction  faciliterait la desserte du site pour les salariés et les camions de marchandises. Depuis le début des années 2000, ses dirigeants mènent ainsi des actions de lobbying en ce sens auprès des décideurs politiques. Ce projet est fortement critiqué pour son faible intérêt général et pour son impact sur l'environnement. Plus de 1 500 scientifiques, dont plusieurs auteurs des rapports du Groupe d'experts intergouvernemental sur l'évolution du climat (GIEC), se sont positionnés pour son abandon arguant qu'il n'est pas compatible avec les objectifs de réduction des émissions de gaz à effet de serre françaises. Le siège des laboratoires a ainsi été la cible d'actions de militants d’Extinction Rebellion-Toulouse en février 2023.
En mars 2024, le groupe Pierre Fabre reconnait participer au financement de l’autoroute entre Toulouse et Castres, ayant pris, en août 2023, une participation dans Atosca, la société chargée de la construction de l’A69. Le journal Libération note que le patron du groupe Pierre Fabre minimise l’engagement financier de son groupe dans le chantier, et que les militants opposés à l'autoroute dénoncent un projet incompatible avec les valeurs de l’entreprise, qui affirme sur son site que « protéger la nature est un devoir ».
Le 30 mai 2024, le directeur général des Laboratoires Pierre Fabre, Éric Ducournau, est convoqué devant la commission d'enquête de l'Assemblée nationale sur la participation de son entreprise dans le financement de l'A69. Il indique que l'investissement du laboratoire se monte à 5,2 millions d'euros contre une participation de 57 % au capital de la holding Tarn Sud Développement. Éric Ducournau a précisé que Pierre Fabre « défendait l'idée d'une liaison routière rapide et sécurisée entre Toulouse et Castres » pour « désenclaver le sud du Tarn ».
À la suite de la décision du tribunal administratif de Toulouse en février 2025 de mettre en pause le chantier, le groupe menace de se concentrer sur d'autres territoires qu'il jugerait aptes à fournir des « accès plus rapides et mieux sécurisés ».

### Grève de salariées et salariés
En février 2019, un appel à la grève est lancé par des syndicats. Les grèves sont présentées comme assez exceptionnelles dans l'histoire des Laboratoires Pierre Fabre. 81 personnes attachées à la promotion du médicament réparties dans toute la France risquent un licenciement en raison de la suppression d'une des sociétés du groupe : Pierre Fabre Santé Information.

## Affaires judiciaires

### Plaintes contre le médicamentCuracné
Les Laboratoires Pierre Fabre font l'objet de plusieurs plaintes contre un de leurs médicaments : Curacné (générique du Roaccutane). L'entreprise pharmaceutique suisse Roche étant à l'origine du Roaccutane (retiré du marché en 2008 pour des raisons commerciales). Les fabricants de ses génériques sont les Laboratoires Pierre Fabre et Expanscience. Si Roche avait déjà été visé auparavant, une série de plaintes est portée contre les trois entreprises dans les années 2010.
Les trois laboratoires sont assignés en justice en 2011 par les parents d'un adolescent qui s'est suicidé en 2007. En 2013, une plainte contre X est déposée par la mère d'un patient finistérien de 22 ans qui s'était suicidé en août 2012. Elle accuse les Laboratoires Pierre Fabre.
En 2023, un patient ayant pris Curacné annonce vouloir porter plainte contre les Laboratoires Pierre Fabre avec d'autres victimes, à la suite du rapport de la psychiatre qui l'a suivi. Elle y établit un lien entre le médicament et une tentative de suicide. Les Laboratoires répondent qu'aucun lien entre le médicament et les dépressions des patients n'aurait été démontré auparavant. RMC pointe cependant que ces risques sont indiqués sur la notice.

### Plainte pour cyberattaque visant l'entreprise
Le 31 mars 2021, l'entreprise subit une cyberattaque, provoquant la propagation d'un virus et le ralentissement voire l'arrêt de la production de certaines usines (pendant plusieurs jours). Le 6 avril suivant, elle porte plainte contre X, invoquant une « introduction frauduleuse de données dans un système de traitement automatisé ».

### Tentative de vol de données par un employé
Le 31 octobre 2024, l'ancien chef du centre des opérations de cybersécurité de l'entreprise est notamment condamné à verser 40 000 euros de dommages et intérêts. Il était accusé d'avoir tenté de voler des données sensibles à l'entreprise avant son départ en septembre 2023.